# Miriquidica intrudens
Miriquidica intrudens är en lavart som först beskrevs av Hugo Magnusson., och fick sitt nu gällande namn av Hertel & Rambold. Miriquidica intrudens ingår i släktet Miriquidica och familjen Lecanoraceae.  Arten är reproducerande i Sverige. Inga underarter finns listade i Catalogue of Life.